# Golden Globe (ciruela)
Golden Globe® es una variedad cultivar de ciruelo (Prunus salicina), de las denominadas ciruelas japonesas.
Una variedad obtenida y registrada por "Zaiger Genetics", (California). Las frutas tienen una pulpa bastante firme, muy jugosa, con un sabor dulce y agradable con un buen aroma.

## Sinonimia
- "Zairobe".

## Historia
'Golden Globe'® variedad de ciruela, obtenida y registrada por "Zaiger Genetics", en California. La variedad fue lanzada en los circuitos comerciales en 1985.
'Golden Globe' está cultivada en Estados Unidos, Chile, Argentina, y España.

## Características
'Golden Globe' árbol medio y vigoroso, siendo su fuerte crecimiento erguido una característica notable de la variedad, extendido, bastante productivo. Flor blanca, que tiene un tiempo de floración que comienza a partir del 18 de abril con el 10% de floración, para el 21 de abril tiene una floración completa (80%), y para el 8 de mayo tiene un 90% de caída de pétalos. Es auto estéril necesita un polinizador adecuado. Para mejorar su calidad con los polinizadores 'Moon Globe'®, 'Zaipubo', 'Gaviota', o 'Angeleno'.
'Golden Globe' tiene una talla de fruto de grande a muy grande, de forma oblonga, redondeada, simétrica, con un calibre de 55/60 mm; epidermis tiene una piel gruesa de color amarillo verdoso, amarillo intenso, o amarillo con ligero rubor rosado, sobre fondo amarillento; pulpa de color amarillo y tiene una textura jugosa y firme, tiene un sabor dulce y agradable con un buen aroma, con nivel de azúcar : 13,5° Brix.
Hueso adherente ("clingstone"), medio, elíptico, aplanado, surcos poco marcados, superficie rugosa.
Su tiempo de recogida de cosecha se inicia en su maduración de finales de agosto a principios o mediados de septiembre. Buen potencial de almacenamiento.

## Usos
Una buena ciruela de postre fresco en mesa.